# Liste der Nationalrekorde im 1500-Meter-Lauf der Frauen
Der 1500-Meter-Lauf ist eine Mittelstreckendistanz, die bei Olympischen Spielen oder Leichtathletik-Weltmeisterschaften ausgetragen wird. Die Disziplin wird seit 1972 bei den Frauen als olympische Disziplin durchgeführt.
In der Liste sind sowohl Länder, die Mitglieder der Vereinten Nationen sind, als auch Länder, die offiziell zu einem Staat hinzugehören, aber ein eigenes Komitee beim Weltleichtathletikverband World Athletics haben. Dabei handelt es sich zum Beispiel um Überseegebiete von Frankreich oder Großbritannien, sowie um Autonome Provinzen, wie beispielsweise Hongkong.
Die einzelnen Kontinentalrekorde sind blau hinterlegt, der Weltrekord von Faith Kipyegon ist golden gefärbt.
Die Liste zeigt jeweils nur die beste gelaufene Zeit eines Landes, dies dient aber nicht dem Überblick der am schnellsten gelaufenen Zeiten. (Siehe 1500-Meter-Lauf, Weltbestenliste.)

## Liste
| Staat                          | Flagge                         | Name                       | Zeit        | Ort                   | Datum              | Quelle                                                                     |
| ------------------------------ | ------------------------------ | -------------------------- | ----------- | --------------------- | ------------------ | -------------------------------------------------------------------------- |
| Afghanistan                    | Afghanistan                    | Mehrangiz Bijanpoor        | 5:27,35 min | Asker                 | 3. Juni 2007       |                                                                            |
| Ägypten                        | Agypten                        | Heba Kamel Aid             | 4:33,78 min | Rabat                 | 2. August 2004     | [ 1 ]                                                                      |
| Albanien                       | Albanien                       | Luiza Gega                 | 4:02,63 min | Doha                  | 15. Mai 2015       | Luiza Gega in der Datenbank von World Athletics (englisch)                 |
| Algerien                       | Algerien                       | Hassiba Boulmerka          | 3:55,30 min | Barcelona             | 8. August 1992     | Hassiba Boulmerka in der Datenbank von World Athletics (englisch)          |
| Amerikanisch-Samoa             | Samoa Amerikanisch             | Paula Stevenson            | 5:33,80 min | Noumea                | 14. Dezember 1987  | [ 2 ]                                                                      |
| Amerikanische Jungferninseln   | Jungferninseln Amerikanische   | Ninfa Barnard              | 4:37,41 min | San Marcos            | 28. März 2014      | Ninfa Barnard in der Datenbank von World Athletics (englisch)              |
| Andorra                        | Andorra                        | Silvia Felipo              | 4:38,90 min | Mataro                | 4. Juli 2002       | Silvia Felipo in der Datenbank von World Athletics (englisch)              |
| Angola                         | Angola                         | Neide Dias                 | 4:17,35 min | Braga                 | 29. Juni 2019      | Neide Dias in der Datenbank von World Athletics (englisch)                 |
| Anguilla                       | Anguilla                       | Julie Lake                 | 5:16,2 min  | Kingston              | 19. April 1990     | [ 3 ]                                                                      |
| Antigua & Barbuda              | Antigua und Barbuda            | Janill Williams            | 4:27,51 min | Montreal              | 19. Juli 2000      | Janill Williams in der Datenbank von World Athletics (englisch)            |
| Äquatorialguinea               | Äquatorialguinea               | Mercedes Asue Alo          | 5:10,57 min | Mongomo               | 7. Juli 2002       | [ 4 ]                                                                      |
| Argentinien                    | Argentinien                    | Fedra Luna                 | 4:11,66 min | Castellón de la Plana | 16. Juni 2022      | Fedra Luna in der Datenbank von World Athletics (englisch)                 |
| Armenien                       | Armenien                       | Ljudmila Artyomowa         | 4:22,8 min  | Moskau                | 12. Juli 1976      | [ 5 ]                                                                      |
| Aruba                          | Aruba                          | Jennelaine Vrolijk         | 5:14,58 min | Vieux Fort            | 10. April 2009     |                                                                            |
| Aserbaidschan                  | Aserbaidschan                  | Gezashign Safarowa         | 4:15,72 min | Novi Sad              | 24. Juli 2009      | Gezashign Safarova in der Datenbank von World Athletics (englisch)         |
| Äthiopien                      | Athiopien                      | Genzebe Dibaba             | 3:50,07 min | Monaco                | 17. Juli 2015      | Genzebe Dibaba in der Datenbank von World Athletics (englisch)             |
| Australien                     | Australien                     | Jessica Hull               | 3:50,83 min | Paris                 | 7. Juli 2024       | Jessica Hull in der Datenbank von World Athletics (englisch)               |
| Bahamas                        | Bahamas                        | Whelma Colebrook           | 4:38,5 min  | Nassau                | 1. April 1981      | [ 6 ]                                                                      |
| Bahrain                        | Bahrain                        | Maryam Yusuf Jamal         | 3:56,18 min | Rieti                 | 27. August 2006    | Maryam Yusuf Jamal in der Datenbank von World Athletics (englisch)         |
| Bangladesch                    | Bangladesch                    | Rahima Juthi               | 4:51,73 min | Madras                | 22. Dezember 1995  | [ 7 ]                                                                      |
| Barbados                       | Barbados                       | Sade Sealy                 | 4:25,61 min | Bridgetown            | 22. Februar 2020   | Sade Sealy in der Datenbank von World Athletics (englisch)                 |
| Belarus                        | Belarus                        | Rawilja Agletdinowa        | 3:58,40 min | Moskau                | 18. August 1985    | Rawilja Agletdinowa in der Datenbank von World Athletics (englisch)        |
| Belgien                        | Belgien                        | Elise Vanderelst           | 4:01,26 min | Brüssel               | 14. September 2024 | Elise Vanderelst in der Datenbank von World Athletics (englisch)           |
| Belize                         | Belize                         | Sharette Garcia            | 4:29,29 min | Walnut                | 17. April 1992     | [ 8 ]                                                                      |
| Benin                          | Benin                          | Noélie Yarigo              | 4:20,09 min | Blois                 | 23. Juni 2018      | Noélie Yarigo in der Datenbank von World Athletics (englisch)              |
| Bermuda                        | Bermuda                        | Ashley Couper              | 4:10,48 min | Melbourne             | 21. März 2006      | Ashley Couper in der Datenbank von World Athletics (englisch)              |
| Bhutan                         | Bhutan                         | Tandin Pema                | 5:21,3 min  | Phuntsholing          | 22. Dezember 2002  | [ 9 ]                                                                      |
| Bolivien                       | Bolivien                       | Niusha Mancilla            | 4:16,64 min | Sevilla               | 7. Juni 2003       | Niusha Mancilla in der Datenbank von World Athletics (englisch)            |
| Bosnien und Herzegowina        | Bosnien und Herzegowina        | Jasminka Guber             | 4:17,75 min | Athen                 | 24. August 2004    | [ 10 ]                                                                     |
| Botswana                       | Botswana                       | Oratile Nowe               | 4:23,93 min | Francistown           | 29. Januar 2022    | Oratile Nowe in der Datenbank von World Athletics (englisch)               |
| Brasilien                      | Brasilien                      | Juliana Paula dos Santos   | 4:07,30 min | San Fernando          | 5. Juni 2010       | Juliana Paula dos Santos in der Datenbank von World Athletics (englisch)   |
| Britische Jungferninseln       | Jungferninseln Britische       | Chantal Scatliffe          | 5:09,9 min  | Saint John’s          | 8. Juli 1995       | [ 11 ]                                                                     |
| Brunei                         | Brunei                         | Ho Kui Hui                 | 5:08,08 min | Kuching               | 19. Juli 1986      | [ 12 ]                                                                     |
| Bulgarien                      | Bulgarien                      | Totka Petrowa              | 3:57,4 min  | Athen                 | 11. August 1979    | [ 13 ]                                                                     |
| Burkina Faso                   | Burkina Faso                   | Sanata Domo                | 4:39,4 min  | Cotonou               | 16. Mai 1999       | [ 14 ]                                                                     |
| Burundi                        | Burundi                        | Francine Niyomukunzi       | 4:09,60 min | Modena                | 21. September 2024 | Francine Niyomukunzi in der Datenbank von World Athletics (englisch)       |
| Cayman Islands                 | Cayman Islands                 | Tabitha Parchment          | 4:48,10 min | Kingston              | 10. April 1982     | [ 15 ]                                                                     |
| Chile                          | Chile                          | Josefa Quezada             | 4:10,76 min | Brüssel               | 26. Mai 2024       | Josefa Quezada in der Datenbank von World Athletics (englisch)             |
| Republik China (Taiwan)        | Taiwan                         | Chiu-Hsia Lee              | 4:22,8 min  | Bakersfield           | 17. Mai 1975       | [ 16 ]                                                                     |
| Volksrepublik China            | China Volksrepublik            | Qu Yunxia                  | 3:50,46 min | Peking                | 11. September 1993 | Qu Yunxia in der Datenbank von World Athletics (englisch)                  |
| Cookinseln                     | Cookinseln                     | Attina Sawtell             | 4:49,21 min | Tereora               | 9. August 1985     | Attina Sawtell in der Datenbank von World Athletics (englisch)             |
| Costa Rica                     | Costa Rica                     | Marcela Jackson            | 4:31,46 min | Havanna               | 16. Mai 1997       | Marcela Jackson in der Datenbank von World Athletics (englisch)            |
| Dänemark                       | Danemark                       | Sofia Thøgersen            | 4:05,34 min | Budapest              | 19. August 2023    | Sofia Thøgersen in der Datenbank von World Athletics (englisch)            |
| Deutschland                    | Deutschland                    | Christiane Wartenberg      | 3:57,71 min | Moskau                | 1. August 1980     | Christiane Wartenberg in der Datenbank von World Athletics (englisch)      |
| Dominica                       | Dominica                       | Dawn Williams-Sewer        | 4:42,00 min | San Diego             | 1. Mai 1993        | [ 17 ]                                                                     |
| Dominikanische Republik        | Dominikanische Republik        | María Mancebo              | 4:18,72 min | Ponce                 | 12. Mai 2012       | María Mancebo in der Datenbank von World Athletics (englisch)              |
| Dschibuti                      | Dschibuti                      | Zourah Ali                 | 4:12,53 min | Dschibuti             | 16. März 2023      | Zourah Ali in der Datenbank von World Athletics (englisch)                 |
| Ecuador                        | Ecuador                        | Carmen Alder               | 4:14,08 min | Azusa                 | 15. April 2023     | Carmen Alder in der Datenbank von World Athletics (englisch)               |
| El Salvador                    | El Salvador                    | Gladys Landaverde          | 4:18,26 min | London                | 6. August 2012     | Gladys Landaverde in der Datenbank von World Athletics (englisch)          |
| Elfenbeinküste                 | Elfenbeinküste                 | Caroline Aba               | 4:38,3 min  | Kumasi                | 17. Mai 1991       | [ 18 ]                                                                     |
| Eritrea                        | Eritrea                        | Meraf Bahta                | 4:05,11 min | Heusden-Zolder        | 13. Juli 2013      | Meraf Bahta in der Datenbank von World Athletics (englisch)                |
| Estland                        | Estland                        | Liina Tsernov              | 4:11,44 min | Brüssel               | 19. Juni 2016      | Liina Tsernov in der Datenbank von World Athletics (englisch)              |
| Eswatini                       | Eswatini                       | Nompumelelo Zwane          | 4:25,0 min  | Kwaluseni             | 28. Mai 1995       | [ 19 ]                                                                     |
| Fidschi                        | Fidschi                        | Salome Tabuatalei          | 4:39,1 min  | Suva                  | 8. Juli 1995       | [ 20 ]                                                                     |
| Finnland                       | Finnland                       | Sara Kuivisto              | 4:02,35 min | Tokio                 | 4. August 2021     | Sara Kuivisto in der Datenbank von World Athletics (englisch)              |
| Frankreich                     | Frankreich                     | Agathe Guillemot           | 3:56,69 min | Paris                 | 8. August 2024     | Agathe Guillemot in der Datenbank von World Athletics (englisch)           |
| Französisch-Polynesien         | Franzosisch-Polynesien         | Teroro Meyer               | 4:48,03 min | Port Vila             | 16. Dezember 1993  | [ 21 ]                                                                     |
| Gabun                          | Gabun                          | Josiane Aboungono          | 4:32,40 min | Paris                 | 23. Juli 2000      | Josiane Aboungono in der Datenbank von World Athletics (englisch)          |
| Gambia                         | Gambia                         | Sona Saho                  | 4:45,30 min | Conakry               | 12. Mai 2017       | [ 22 ]                                                                     |
| Georgien                       | Georgien                       | Jelena Schapowalowa        | 4:13,84 min | Moskau                | 11. Juni 1983      | [ 23 ]                                                                     |
| Ghana                          | Ghana                          | Agnes Abu                  | 4:17,75 min | Auburn                | 21. April 2017     | Agnes Abu in der Datenbank von World Athletics (englisch)                  |
| Gibraltar                      | Gibraltar                      | Alison Cano                | 4:52,59 min | Gibraltar             | 20. Juli 1995      | [ 24 ]                                                                     |
| Grenada                        | Grenada                        | Neisha Bernard-Thomas      | 4:23,00 min | Waltham               | 13. Juni 2009      | Neisha Bernard-Thomas in der Datenbank von World Athletics (englisch)      |
| Griechenland                   | Griechenland                   | Konstadína Efedaki         | 4:05,63 min | Madrid                | 17. Juli 2004      | Konstadína Efedaki in der Datenbank von World Athletics (englisch)         |
| Guatemala                      | Guatemala                      | Viviana Aroche             | 4:17,24 min | Pamplona              | 2. Juni 2023       | Viviana Aroche in der Datenbank von World Athletics (englisch)             |
| Guinea                         | Guinea-a                       | Fanta Camara               | 4:30,0 min  | Dakar                 | 11. Juni 1995      | [ 25 ]                                                                     |
| Guinea-Bissau                  | Guinea-Bissau                  | Domingas Embana Togna      | 5:05,76 min | Peking                | 21. August 2008    | [ 26 ]                                                                     |
| Guyana                         | Guyana                         | Marian Burnett             | 4:17,91 min | Rio de Janeiro        | 27. Juli 2007      | Marian Burnett in der Datenbank von World Athletics (englisch)             |
| Haiti                          | Haiti                          | Beatrice Derose            | 6:43,58 min | George Town           | 3. April 2010      | [ 27 ]                                                                     |
| Honduras                       | Honduras                       | Magda Castillo             | 4:38,77 min | Havanna               | 23. April 2004     | [ 28 ]                                                                     |
| Hongkong                       | Hongkong                       | Maggie Chan-Ropper Man Yee | 4:21,60 min | Palma                 | 8. Juli 1999       | Maggie Chan-Ropper Man Yee in der Datenbank von World Athletics (englisch) |
| Indien                         | Indien                         | Harmilan Bains             | 4:05,39 min | Warangal              | 16. September 2021 | Harmilan Bains in der Datenbank von World Athletics (englisch)             |
| Indonesien                     | Indonesien                     | Rini Budiarti              | 4:18,69 min | Bangkok               | 9. August 2007     | Rini Budiarti in der Datenbank von World Athletics (englisch)              |
| Irak                           | Irak                           | Maisaa Hussein             | 4:24,6 min  | Mossul                | 22. September 1994 | [ 29 ]                                                                     |
| Iran                           | Iran                           | Leila Ebrahimi             | 4:27,73 min | Guangzhou             | 23. November 2010  | Leila Ebrahimi in der Datenbank von World Athletics (englisch)             |
| Irland                         | Irland                         | Ciara Mageean              | 3:55,87 min | Brüssel               | 8. September 2023  | Ciara Mageean in der Datenbank von World Athletics (englisch)              |
| Island                         | Island                         | Aníta Hinriksdóttir        | 4:06,43 min | Hengelo               | 11. Juni 2017      | Aníta Hinriksdóttir in der Datenbank von World Athletics (englisch)        |
| Israel                         | Israel                         | Sivan Auerbach             | 4:09,36 min | Brüssel               | 26. Mai 2024       | Sivan Auerbach in der Datenbank von World Athletics (englisch)             |
| Italien                        | Italien                        | Sintayehu Vissa            | 3:58,11 min | Paris                 | 8. August 2024     | Sintayehu Vissa in der Datenbank von World Athletics (englisch)            |
| Jamaika                        | Jamaika                        | Adelle Tracey              | 3:58,77 min | Budapest              | 20. August 2023    | Adelle Tracey in der Datenbank von World Athletics (englisch)              |
| Japan                          | Japan                          | Nozomi Tanaka              | 3:59,19 min | Tokio                 | 4. August 2021     | Nozomi Tanaka in der Datenbank von World Athletics (englisch)              |
| Jemen                          | Jemen                          | Fatma Al-Orafi             | 6:04,0 min  | Sanaa                 | 13. Mai 2007       | [ 30 ]                                                                     |
| Jordanien                      | Jordanien                      | Tamara Armoush             | 4:18,25 min | Watford               | 24. Juni 2017      | Tamara Armoush in der Datenbank von World Athletics (englisch)             |
| Kambodscha                     | Kambodscha                     | Sreyroth Khan              | 5:17,09 min | Hanoi                 | 14. Mai 2022       | Sreyroth Khan in der Datenbank von World Athletics (englisch)              |
| Kamerun                        | Kamerun                        | Florence Djépé             | 4:13,57 min | Bron                  | 3. Juli 2003       | Florence Djépé in der Datenbank von World Athletics (englisch)             |
| Kanada                         | Kanada                         | Gabriela DeBues-Stafford   | 3:56,12 min | Doha                  | 5. Oktober 2019    | Gabriela DeBues-Stafford in der Datenbank von World Athletics (englisch)   |
| Kap Verde                      | Kap Verde                      | Carla Mendes               | 4:16,06 min | Huelva                | 20. Juni 2019      | Carla Mendes in der Datenbank von World Athletics (englisch)               |
| Kasachstan                     | Kasachstan                     | Galina Resnikowa           | 4:10,26 min | Moskau                | 22. Juni 1983      | Galina Resnikowa in der Datenbank von World Athletics (englisch)           |
| Katar                          | Katar                          | Nada Nabil                 | 5:25,61 min | Bydgoszcz             | 17. Juli 2010      | [ 31 ]                                                                     |
| Kenia                          | Kenia                          | Faith Kipyegon             | 3:49,04 min | Paris                 | 7. Juli 2024       | Faith Kipyegon in der Datenbank von World Athletics (englisch)             |
| Kirgisistan                    | Kirgisistan                    | Ljudmila Derewjankina      | 4:05,89 min | Kiew                  | 2. August 1988     | Ljudmila Derewjankina in der Datenbank von World Athletics (englisch)      |
| Kiribati                       | Kiribati                       | Siaroka Kaiea              | 5:30,0 min  | Port Vila             | 14. Juli 2001      | [ 32 ]                                                                     |
| Kolumbien                      | Kolumbien                      | Muriel Coneo               | 4:06,99 min | Huelva                | 3. Juni 2016       | Muriel Coneo in der Datenbank von World Athletics (englisch)               |
| Komoren                        | Komoren                        | Baffakih Nouhere           | 5:17,83 min | Bambous               | 4. September 2003  | [ 33 ]                                                                     |
| Demokratische Republik Kongo   | Kongo Demokratische Republik   | Francine Nzilampa          | 4:30,56 min | Berlin                | 18. August 2009    | [ 34 ]                                                                     |
| Republik Kongo                 | Kongo Republik                 | Léontine Tsiba             | 4:21,60 min | Dakar                 | 22. August 1998    | Leontine Tsiba in der Datenbank von World Athletics (englisch)             |
| Nordkorea                      | Korea Nord                     | Ok-Son Choi                | 4:14,76 min | Shanghai              | 13. Mai 1993       | [ 35 ]                                                                     |
| Südkorea                       | Korea Sud                      | Lee Mi-kyung               | 4:14,18 min | Seoul                 | 20. September 1992 | Lee Mi-kyung in der Datenbank von World Athletics (englisch)               |
| Kosovo                         | Kosovo                         | Gresa Bakraçi              | 4:20,05 min | Budapest              | 1. Juli 2023       | Gresa Bakraçi in der Datenbank von World Athletics (englisch)              |
| Kroatien                       | Kroatien                       | Slobodanka Čolović         | 4:09,14 min | Celje                 | 21. Juli 1987      | Slobodanka Čolović in der Datenbank von World Athletics (englisch)         |
| Kuba                           | Kuba                           | Adriana Muñoz              | 4:09,57 min | Santo Domingo         | 7. August 2003     | Adriana Muñoz in der Datenbank von World Athletics (englisch)              |
| Kuwait                         | Kuwait                         | Amal al-Roumi              | 4:29,62 min | Astana                | 11. Februar 2023   | Amal al-Roumi in der Datenbank von World Athletics (englisch)              |
| Laos                           | Laos                           | Lodkeo Inthakoumman        | 4:33,95 min | Hanoi                 | 14. Mai 2022       | Lodkeo Inthakoumman in der Datenbank von World Athletics (englisch)        |
| Lesotho                        | Lesotho                        | Tsepang Sello              | 4:17,31 min | Bloemfontein          | 23. Februar 2018   | Tsepang Sello in der Datenbank von World Athletics (englisch)              |
| Lettland                       | Lettland                       | Rita Vilciņa               | 4:09,8 min  | Sotschi               | 8. Juni 1979       | Rita Vilciņa in der Datenbank von World Athletics (englisch)               |
| Libanon                        | Libanon                        | Maria Pia Nehme            | 4:39,90 min | Ottawa                | 11. Juli 2013      | [ 36 ]                                                                     |
| Liberia                        | Liberia                        | Fatimoh Muhammed           | 4:29,73 min | Azusa                 | 18. April 2008     | [ 37 ]                                                                     |
| Libyen                         | Libyen                         | Najla Aqdeir               | 4:41,05 min | Leiria                | 27. Mai 2017       | [ 38 ]                                                                     |
| Liechtenstein                  | Liechtenstein                  | Helen Ritter               | 4:16,2 min  | Auckland              | 26. Januar 1980    | [ 39 ]                                                                     |
| Litauen                        | Litauen                        | Laimutė Baikauskaitė       | 4:00,24 min | Seoul                 | 1. Oktober 1988    | Laimutė Baikauskaitė in der Datenbank von World Athletics (englisch)       |
| Luxemburg                      | Luxemburg                      | Vera Hoffmann              | 4:05,92 min | Bydgoszcz             | 20. Juni 2024      | Vera Hoffmann in der Datenbank von World Athletics (englisch)              |
| Macau                          | Macau                          | Chan Teng-yan              | 5:06,8 min  | Macau                 | 1. Januar 1994     | [ 40 ]                                                                     |
| Madagaskar                     | Madagaskar                     | Eliane Saholinirina        | 4:15,64 min | Reims                 | 14. Juli 2009      | Eliane Saholinirina in der Datenbank von World Athletics (englisch)        |
| Malawi                         | Malawi                         | Tereza Master              | 4:13,46 min | Zomba                 | 7. Mai 2004        | [ 41 ]                                                                     |
| Malaysia                       | Malaysia                       | Palaniappan Jayanthi       | 4:23,49 min | Delhi                 | 14. September 1993 | Palaniappan Jayanthi in der Datenbank von World Athletics (englisch)       |
| Malediven                      | Malediven                      | Juneez Aminath Jaaisha     | 5:05,63 min | Hulhumalé             | 17. Dezember 2021  | Juneez Aminath Jaaisha in der Datenbank von World Athletics (englisch)     |
| Mali                           | Mali                           | Bintou Diallo              | 4:50,9 min  | Ouagadougou           | 21. Juli 1991      | [ 42 ]                                                                     |
| Malta                          | Malta                          | Gina McNamara              | 4:12,28 min | Montreal              | 6. August 2025     | Gina McNamara in der Datenbank von World Athletics (englisch)              |
| Marokko                        | Marokko                        | Rababe Arafi               | 3:58,84 min | Rabat                 | 16. Juni 2019      | Rababe Arafi in der Datenbank von World Athletics (englisch)               |
| Marshallinseln                 | Marshallinseln                 | Amanda Barker              | 5:46,1 min  | Mangilao              | 1. April 1994      | [ 43 ]                                                                     |
| Mauretanien                    | Mauretanien                    | Oumou Wane                 | 5:01,3 min  | Nouakchott            | 1. Januar 1995     | [ 44 ]                                                                     |
| Mauritius                      | Mauritius                      | Josiane Nairac-Boulle      | 4:19,59 min | Annaba                | 30. August 1988    | [ 45 ]                                                                     |
| Mazedonien                     | Nordmazedonien                 | Daniela Kulevska           | 4:24,90 min | Bydgoszcz             | 18. Juli 2003      | Daniela Kulevska in der Datenbank von World Athletics (englisch)           |
| Mexiko                         | Mexiko                         | Laura Galván               | 4:03,06 min | Manchester            | 12. August 2023    | Laura Galván in der Datenbank von World Athletics (englisch)               |
| Mikronesien                    | Mikronesien Foderierte Staaten | Jacleen Pluhs              | 5:26,15 min | Pohnpei               | 26. Juli 2002      | [ 46 ]                                                                     |
| Moldau                         | Moldau Republik                | Svetlana Guskova           | 3:57,05 min | Kiew                  | 27. Juli 1982      | Svetlana Guskova in der Datenbank von World Athletics (englisch)           |
| Monaco                         | Monaco                         | Marie-Cécile Rivetta       | 5:23,92 min | Athen                 | 11. Juli 1991      | Marie-Cécile Rivetta in der Datenbank von World Athletics (englisch)       |
| Mongolei                       | Mongolei                       | Otgonbayar Luvsanlundeg    | 4:32,8 min  | Ulan-Ude              | 16. Mai 2008       | [ 47 ]                                                                     |
| Montenegro                     | Montenegro                     | Slađana Perunović          | 4:23,76 min | Zenica                | 12. Juni 2013      | Slađana Perunović in der Datenbank von World Athletics (englisch)          |
| Mosambik                       | Mosambik                       | Maria de Lurdes Mutola     | 4:01,50 min | Rom                   | 12. Juli 2002      | Maria de Lurdes Mutola in der Datenbank von World Athletics (englisch)     |
| Myanmar                        | Myanmar                        | Htwe Khin Khin             | 4:12,21 min | Tokio                 | 29. August 1991    | Htwe Khin Khin in der Datenbank von World Athletics (englisch)             |
| Namibia                        | Namibia                        | Agnes Samaria              | 4:05,30 min | Monaco                | 29. Juli 2008      | Agnes Samaria in der Datenbank von World Athletics (englisch)              |
| Nauru                          | Nauru                          | Belista Hartmann           | 5:44,21 min | Nukuʻalofa            | 30. August 1989    | [ 48 ]                                                                     |
| Nepal                          | Nepal                          | Saraswati Bhattarai        | 4:33,94 min | Rio de Janeiro        | 12. August 2016    | Saraswati Bhattarai in der Datenbank von World Athletics (englisch)        |
| Neuseeland                     | Neuseeland                     | Maia Ramsden               | 4:02,20 min | Paris                 | 8. August 2024     | Maia Ramsden in der Datenbank von World Athletics (englisch)               |
| Nicaragua                      | Nicaragua                      | Xiomara Larios             | 4:46,1 min  | Managua               | 2. Dezember 1979   | [ 49 ]                                                                     |
| Niederlande                    | Niederlande                    | Sifan Hassan               | 3:51,95 min | Doha                  | 5. Oktober 2019    | Sifan Hassan in der Datenbank von World Athletics (englisch)               |
| Niger                          | Niger                          | Ramatoulaye Moumouni       | 4:46,8 min  | La Seyne-sur-Mer      | 6. Juli 1980       | [ 50 ]                                                                     |
| Nigeria                        | Nigeria                        | Victoria Moradeyo          | 4:17,1 min  | Lagos                 | 30. Juli 1990      | Victoria Moradeyo in der Datenbank von World Athletics (englisch)          |
| Norwegen                       | Norwegen                       | Grete Waitz                | 4:00,55 min | Prag                  | 3. September 1978  | Grete Waitz in der Datenbank von World Athletics (englisch)                |
| Oman                           | Oman                           |                            |             |                       |                    |                                                                            |
| Österreich                     | Osterreich                     | Theresia Kiesl             | 4:03,02 min | Atlanta               | 3. August 1996     | Theresia Kiesl in der Datenbank von World Athletics (englisch)             |
| Osttimor                       | Osttimor                       | Angela Freitas             | 4:29,96 min | Doha                  | 24. April 2019     | Angela Freitas in der Datenbank von World Athletics (englisch)             |
| Pakistan                       | Pakistan                       | Sumaira Zahoor             | 4:31,41 min | Islamabad             | 5. April 2004      | Sumaira Zahoor in der Datenbank von World Athletics (englisch)             |
| Palästina                      | Palastina Autonomiegebiete     | Layla al-Masri             | 4:20,05 min | Murfreesboro          | 1. Juni 2024       | Layla al-Masri in der Datenbank von World Athletics (englisch)             |
| Palau                          | Palau                          | Miriam Ilemelong           | 5:37,6 min  | Saipan                | 11. Juli 1990      | [ 51 ]                                                                     |
| Panama                         | Panama                         | Andrea Ferris              | 4:15,22 min | Trujillo              | 26. November 2013  | Andrea Ferris in der Datenbank von World Athletics (englisch)              |
| Papua-Neuguinea                | Papua-Neuguinea                | Salome Dell                | 4:27,77 min | Brisbane              | 11. Februar 2011   | Salome Dell in der Datenbank von World Athletics (englisch)                |
| Paraguay                       | Paraguay                       | María Caballero            | 4:20,93 min | Trujillo              | 26. November 2013  | María Caballero in der Datenbank von World Athletics (englisch)            |
| Peru                           | Peru                           | Anita Poma                 | 4:12,33 min | Cuiabá                | 12. Mai 2024       | Anita Poma in der Datenbank von World Athletics (englisch)                 |
| Philippinen                    | Philippinen                    | Marietta Tabangin-Magno    | 4:24,87 min | Changhua              | 28. Mai 1989       | [ 52 ]                                                                     |
| Polen                          | Polen                          | Weronika Lizakowska        | 3:57,31 min | Paris                 | 8. August 2024     | Weronika Lizakowska in der Datenbank von World Athletics (englisch)        |
| Portugal                       | Portugal                       | Carla Sacramento           | 3:57,71 min | Monaco                | 8. August 1998     | Carla Sacramento in der Datenbank von World Athletics (englisch)           |
| Puerto Rico                    | Puerto Rico                    | Beverly Ramos              | 4:09,92 min | Burnaby               | 1. Juli 2011       | Beverly Ramos in der Datenbank von World Athletics (englisch)              |
| Ruanda                         | Ruanda                         | Beatha Nishimwe            | 4:08,75 min | Durban                | 24. Juni 2016      | Beatha Nishimwe in der Datenbank von World Athletics (englisch)            |
| Rumänien                       | Rumänien                       | Paula Ivan                 | 3:53,96 min | Seoul                 | 1. Oktober 1988    | Paula Ivan in der Datenbank von World Athletics (englisch)                 |
| Russland                       | Russland                       | Tatjana Kasankina          | 3:52,47 min | Zürich                | 13. August 1980    | Tatjana Kasankina in der Datenbank von World Athletics (englisch)          |
| Salomonen                      | Salomonen                      | Sharon Firisua             | 4:52,63 min | Melbourne             | 31. Oktober 2015   | Sharon Firisua in der Datenbank von World Athletics (englisch)             |
| Sambia                         | Sambia                         | Evelyn Musonda             | 4:16,8 min  | Luanshya              | 18. August 1990    | [ 53 ]                                                                     |
| Samoa                          | Samoa                          | Mele Steiner               | 5:25,3 min  | Napier                | 12. Februar 1983   | [ 54 ]                                                                     |
| San Marino                     | San Marino                     | Monica Randi               | 4:42,8 min  | Imola                 | 20. Juni 1995      | [ 55 ]                                                                     |
| São Tomé und Príncipe          | Sao Tome und Principe          | Euridice Borges Semedo     | 4:30,58 min | Barcelona             | 1. Juni 2000       | [ 56 ]                                                                     |
| Saudi-Arabien                  | Saudi-Arabien                  |                            |             |                       |                    |                                                                            |
| Schweden                       | Schweden                       | Abeba Aregawi              | 3:56,54 min | Rom                   | 31. Mai 2012       | Abeba Aregawi in der Datenbank von World Athletics (englisch)              |
| Schweiz                        | Schweiz                        | Anita Weyermann            | 3:58,20 min | Monaco                | 8. August 1998     | Anita Weyermann in der Datenbank von World Athletics (englisch)            |
| Senegal                        | Senegal                        | Raissa Laval               | 4:20,03 min | Angers                | 26. Juni 2016      | Raissa Laval in der Datenbank von World Athletics (englisch)               |
| Serbien                        | Serbien                        | Amela Terzić               | 4:04,77 min | Tallinn               | 12. Juli 2015      | Amela Terzić in der Datenbank von World Athletics (englisch)               |
| Seychellen                     | Seychellen                     | Margaret Morel             | 4:37,89 min | Moskau                | 30. Juli 1980      | Margaret Morel in der Datenbank von World Athletics (englisch)             |
| Sierra Leone                   | Sierra Leone                   | Melrose Mansaray           | 4:46,03 min | Plowdiw               | 11. August 1990    | [ 57 ]                                                                     |
| Simbabwe                       | Simbabwe                       | Julia Sakara               | 4:07,82 min | Kuala Lumpur          | 21. September 1998 | Julia Sakara in der Datenbank von World Athletics (englisch)               |
| Singapur                       | Singapur                       | Goh Chui Ling              | 4:26,33 min | Phnom Penh            | 9. Mai 2023        | Goh Chui Ling in der Datenbank von World Athletics (englisch)              |
| Slowakei                       | Slowakei                       | Lucia Klocová              | 4:02,99 min | London                | 8. August 2012     | Lucia Klocová in der Datenbank von World Athletics (englisch)              |
| Slowenien                      | Slowenien                      | Sonja Roman                | 4:02,13 min | Rom                   | 10. Juli 2009      | Sonja Roman in der Datenbank von World Athletics (englisch)                |
| Somalia                        | Somalia                        | Hacha Nour Hassan          | 4:41,6 min  | Kairo                 | 28. August 1982    | [ 58 ]                                                                     |
| Spanien                        | Spanien                        | Marta Pérez                | 3:57,75 min | Paris                 | 8. August 2024     | Marta Pérez in der Datenbank von World Athletics (englisch)                |
| Sri Lanka                      | Sri Lanka                      | Gayanthika Abeyrathne      | 4:09,12 min | Colombo               | 30. Oktober 2021   | Gayanthika Abeyrathne in der Datenbank von World Athletics (englisch)      |
| St. Kitts und Nevis            | Saint Kitts Nevis              | Vernice Wattley            | 4:53,0 min  | Saint John’s          | 7. August 1995     | Vernice Wattley in der Datenbank von World Athletics (englisch)            |
| St. Lucia                      | Saint Lucia                    | Nessa Paul                 | 4:35,10 min | Champaign             | 14. April 2007     | [ 59 ]                                                                     |
| St. Vincent und die Grenadinen | Saint Vincent Grenadinen       | Shafiqua Maloney           | 4:14,60 min | Fayetteville          | 19. April 2024     | Shafiqua Maloney in der Datenbank von World Athletics (englisch)           |
| Südafrika                      | Sudafrika                      | Caster Semenya             | 3:59,92 min | Doha                  | 4. Mai 2018        | Caster Semenya in der Datenbank von World Athletics (englisch)             |
| Sudan                          | Sudan                          | Ehssan Gibril              | 4:12,01 min | Daressalam            | 4. Juni 2011       | [ 60 ]                                                                     |
| Südsudan                       | Sudsudan                       |                            |             |                       |                    |                                                                            |
| Suriname                       | Suriname                       | Letitia Vriesde            | 4:05,67 min | Tokio                 | 31. August 1991    | Letitia Vriesde in der Datenbank von World Athletics (englisch)            |
| Syrien                         | Syrien                         | Imane al-Jallad            | 4:26,70 min | Rabat                 | 2. August 2004     | Imane al-Jallad in der Datenbank von World Athletics (englisch)            |
| Tadschikistan                  | Tadschikistan                  | Alla Libutina              | 4:06,42 min | Kiew                  | 26. Juli 1982      | [ 61 ]                                                                     |
| Tansania                       | Tansania                       | Anna Ndege                 | 4:09,71 min | Cork                  | 6. Juli 2002       | Anna Ndege in der Datenbank von World Athletics (englisch)                 |
| Thailand                       | Thailand                       | Sasithorn Chanthanuhong    | 4:22,58 min | Bangkok               | 10. Dezember 1985  | [ 62 ]                                                                     |
| Togo                           | Togo                           | Zalia Aliou                | 4:36,64 min | Annecy                | 31. Juli 1998      | [ 63 ]                                                                     |
| Tonga                          | Tonga                          | Vasa Tulahe                | 4:44,33 min | Sydney                | 17. Februar 1996   | [ 64 ]                                                                     |
| Trinidad und Tobago            | Trinidad und Tobago            | Pilar McShine              | 4:13,21 min | Ninove                | 27. Juli 2013      | Pilar McShine in der Datenbank von World Athletics (englisch)              |
| Tschad                         | Tschad                         | Fraïda Hassanatte          | 4:22,62 min | Mailand               | 11. Juni 2022      | Fraïda Hassanatte in der Datenbank von World Athletics (englisch)          |
| Tschechien                     | Tschechien                     | Kristiina Mäki             | 4:01,23 min | Tokio                 | 4. August 2021     | Kristiina Mäki in der Datenbank von World Athletics (englisch)             |
| Tunesien                       | Tunesien                       | Marwa Bouzayani            | 4:05,72 min | Zagreb                | 8. September 2024  | Marwa Bouzayani in der Datenbank von World Athletics (englisch)            |
| Türkei                         | Turkei                         | Süreyya Ayhan              | 3:55,33 min | Brüssel               | 5. September 2003  | Süreyya Ayhan in der Datenbank von World Athletics (englisch)              |
| Turkmenistan                   | Turkmenistan                   | Marina Tutynina            | 4:23,44 min | Moskau                | 10. Juni 1991      | [ 65 ]                                                                     |
| Turks- und Caicosinseln        | Turksinseln und Caicosinseln   | B. Delancy                 | 5:06,60 min | Edmonton              | 11. August 1978    | [ 66 ]                                                                     |
| Tuvalu                         | Tuvalu                         |                            |             |                       |                    |                                                                            |
| Uganda                         | Uganda                         | Winnie Nanyondo            | 3:59,56 min | Rabat                 | 16. Juni 2019      | Winnie Nanyondo in der Datenbank von World Athletics (englisch)            |
| Ukraine                        | Ukraine                        | Nadeschda Ralldugina       | 3:56,63 min | Prag                  | 18. August 1984    | Nadeschda Ralldugina in der Datenbank von World Athletics (englisch)       |
| Ungarn                         | Ungarn                         | Judit Varga                | 4:01,26 min | Zürich                | 16. August 2002    | Judit Varga in der Datenbank von World Athletics (englisch)                |
| Uruguay                        | Uruguay                        | María Pía Fernández        | 4:07,90 min | Nerja                 | 22. Mai 2024       | María Pía Fernández in der Datenbank von World Athletics (englisch)        |
| Usbekistan                     | Usbekistan                     | Anna Sidorova              | 4:25,27 min | Bangkok               | 23. Juni 2008      | [ 67 ]                                                                     |
| Vanuatu                        | Vanuatu                        | Lily Hunai                 | 4:59,49 min | Santa Rita            | 11. Juni 1999      | [ 68 ]                                                                     |
| Venezuela                      | Venezuela                      | Joselyn Brea               | 4:05,78 min | Atlanta               | 31. Mai 2024       | Joselyn Brea in der Datenbank von World Athletics (englisch)               |
| Vereinigte Arabische Emirate   | Vereinigte Arabische Emirate   | Betlhem Desalegn           | 4:05,13 min | Doha                  | 10. Mai 2013       | [ 69 ]                                                                     |
| Vereinigte Staaten             | Vereinigte Staaten             | Shelby Houlihan            | 3:54,99 min | Doha                  | 5. Oktober 2019    | Shelby Houlihan in der Datenbank von World Athletics (englisch)            |
| Vereinigtes Königreich         | Vereinigtes Konigreich         | Georgia Bell               | 3:52,61 min | Paris                 | 10. August 2024    | Georgia Bell in der Datenbank von World Athletics (englisch)               |
| Vietnam                        | Vietnam                        | Trương Thanh Hằng          | 4:09,58 min | Guangzhou             | 23. November 2010  | Trương Thanh Hằng in der Datenbank von World Athletics (englisch)          |
| Zentralafrikanische Republik   | Zentralafrikanische Republik   | Brigitte Nganaye           | 4:33,57 min | Barcelona             | 5. August 1992     | [ 70 ]                                                                     |
| Zypern                         | Zypern Republik                | Natalia Evangelidou        | 4:10,98 min | Gold Coast            | 9. April 2018      | Natalia Evangelidou in der Datenbank von World Athletics (englisch)        |